# Global Initiative on Sharing Avian Influenza Data
Global Initiative on Sharing Avian Influenza Data (GISAID) est un projet qui a vu le jour le 24 août 2006, lorsqu'un groupe de chercheurs de renommée mondiale annonça la création d'une coalition internationale qui favoriserait le partage des données sur la grippe aviaire. Cette initiative fut annoncée dans une lettre publiée par la revue Nature signée par plus de 70 scientifiques dont sept prix Nobel.
GISAID fournit une plateforme donnant accès à une base de données publique et gratuite. Les utilisateurs devront s'enregistrer et accepter de partager leurs propres données, de citer l'utilisation de données de contributeurs tiers, de les analyser, de les publier conjointement, et de ne pas s'opposer de droits de propriété intellectuelle concernant les technologies éventuellement dérivées de ces données (marqueurs diagnostiques et vaccins).
GISAID est par nature multinationale et pluridisciplinaire, rassemblant des experts dans les domaines de la médecine, de la médecine vétérinaire, de la bio-informatique, de l'épidémiologie et de la propriété intellectuelle. De ce travail interdisciplinaire  doit émerger une nouvelle façon de communiquer et de partager l'information, chaque discipline ayant des intérêts bien distincts mais également des buts similaires. Ce projet peut aider à surmonter les difficultés rencontrées jusqu'à maintenant quant au partage de l'information concernant la grippe aviaire, dans l'espoir qu'un partage accru des données permettra de mieux comprendre comment ces virus se propagent, évoluent, et deviennent potentiellement pandémiques. Son champ d'action s'étend au SARS-CoV-2 en 2020, lors de la pandémie de Covid-19.

## Les buts
Le projet de GISAID est d'aider à mieux comprendre la diffusion et l'évolution du virus influenza, sa transmission et sa pathogénicité a reçu un soutien international. Fort de ce support, GISAID a conclu qu'il fallait mettre à la disposition des scientifiques un accès complet aux données de séquençage génomique, aux données cliniques et épidémiologiques, ainsi qu'à l'analyse des isolats humains et vétérinaires afin de mieux comprendre le virus et ses mutations potentielles en un pathogène pandémique. Le projet a pour but de fournir aux pays en voie de développement un meilleur accès aux résultats de la recherche scientifique et ainsi de permettre le développement de vaccins pour diminuer leur dépendance vis-à-vis de l'aide internationale. Elle servira de modèle pour d'autres initiatives à venir[citation nécessaire]. GISAID avait annoncé de déposer automatiquement les séquences génomiques collectées dans les bases de données publiques telles que INSDC, IVDB et LANL dès que possible après analyse et validation, dans un délai maximum de six mois, mais en 2021 cet échange des données n'est toujours pas mis en place.

## Historique
GISAID est une fondation initialement créée et financée par Peter Bogner, un conseiller en media. Peter Bogner a orchestré la création de cette plateforme en réunissant des leaders scientifiques mondiaux qui se sont impliqués et engagés à partager leurs données et résultats pour favoriser la recherche sur cette pandémie potentielle. Le 28 janvier 2006, Bogner rencontre au cours du Forum économique mondial à Davos, le secrétaire d'état américain à la sécurité intérieure Michael Chertoff qui lui indique que le gouvernement américain se prépare à l'éventualité d'une grippe pandémique. Le risque d'un tel scénario est pris de plus en plus au sérieux. Le cri d'alarme lancé par le chercheur vétérinaire Ilaria Capua de l'Istituto Zooprofilattico Sperimentale delle Venezie en Italie se plaignant des pratiques de partage des données de l'Organisation mondiale de la santé a permis la mise en place d'un dialogue avec Bogner et a convaincu les chercheurs du monde entier de s'unir autour du projet GISAID.
Depuis le début du projet, Bogner a annoncé son intention de passer du rôle de Directeur exécutif de la Bogner Organization à celui de directeur de la fondation GISAID, afin d'y consacrer plus de temps.
Le 20 novembre, 2006, le projet a reçu le soutien au Royaume-Uni de la Royal Society et de l'Academy of Medical Sciences.
Le 19 décembre, 2006, GISAID a signé un contrat de collaboration avec l'Institut suisse de bioinformatique, qui dirige un consortium suisse pour gérer la base de données GISAID sur les souches de virus influenza. Dans le cadre de ce contrat, la compagnie de biotechnologie SmartGene, basée à Lausanne, fournira à l'ISB ses services pour l'analyse et l'archivage sécurisé des données génétiques, épidémiologiques et cliniques. La collaboration n'a jamais abouti et les deux parties sont arrivés en arbitration devant le tribunal de Lausanne.

## Organisation de la fondation
La Fondation est dirigée par un conseil d'administration. Les membres de ce conseil ainsi que son président sont élus.
Le conseil scientifique de GISAID est composé de scientifiques experts dans leur domaine et aussi représentatifs que possible de la diversité culturelle, ethnique et géographique de la communauté scientifique. Ce conseil scientifique fournira conseils et directions pour déterminer les règles appropriées à la gestion optimale de la communication, de l'accès et de la diffusion des données concernant les virus influenza y compris ceux à fort potentiel pathogène. Ce même conseil recommandera les mesures nécessaires pour permettre une supervision internationale. Ses membres sont élus par les membres des groupes d'experts scientifiques de GISAID.